# Neil Brand
Pour les articles homonymes, voir Brand.
Neil Brand (né le 18 mars 1958 dans le Sussex) est un musicien britannique, pianiste et compositeur. En plus d'être l'accompagnateur officiel des films muets au National Film Theatre de Londres, il a composé des musiques pour des films restaurés des années 1920. Il a écrit un livre, Dramatic Notes, sur l'art de composer de la musique narrative pour le cinéma, le théâtre, la radio et la télévision. Il a travaillé aussi notamment avec l'orchestre symphonique de la BBC.

## Filmographie
- Restauration de la musique du film de 1927 La Volonté du mort
- Musique du film de 1929 Piccadilly
- Musique du film documentaire allemand  de 1930 Die Somme: Das Grab der Millionen
- 1997 : The Crimean War
- 1999 : Great Railway Journeys
- 2001 : Against the Dying of the Light
- 2002 : Great Britons
- 2003 : Les premiers pas du cinéma - À la recherche du son
- 2005 : The Visitors: Harry Lauder
- 2006 : Silent Britain
- 2006 : Silent Clowns
- 2010 : Paul Merton's Weird and Wonderful World of Early Cinema
- 2011 : Birth of Hollywood